# スポーツ中継

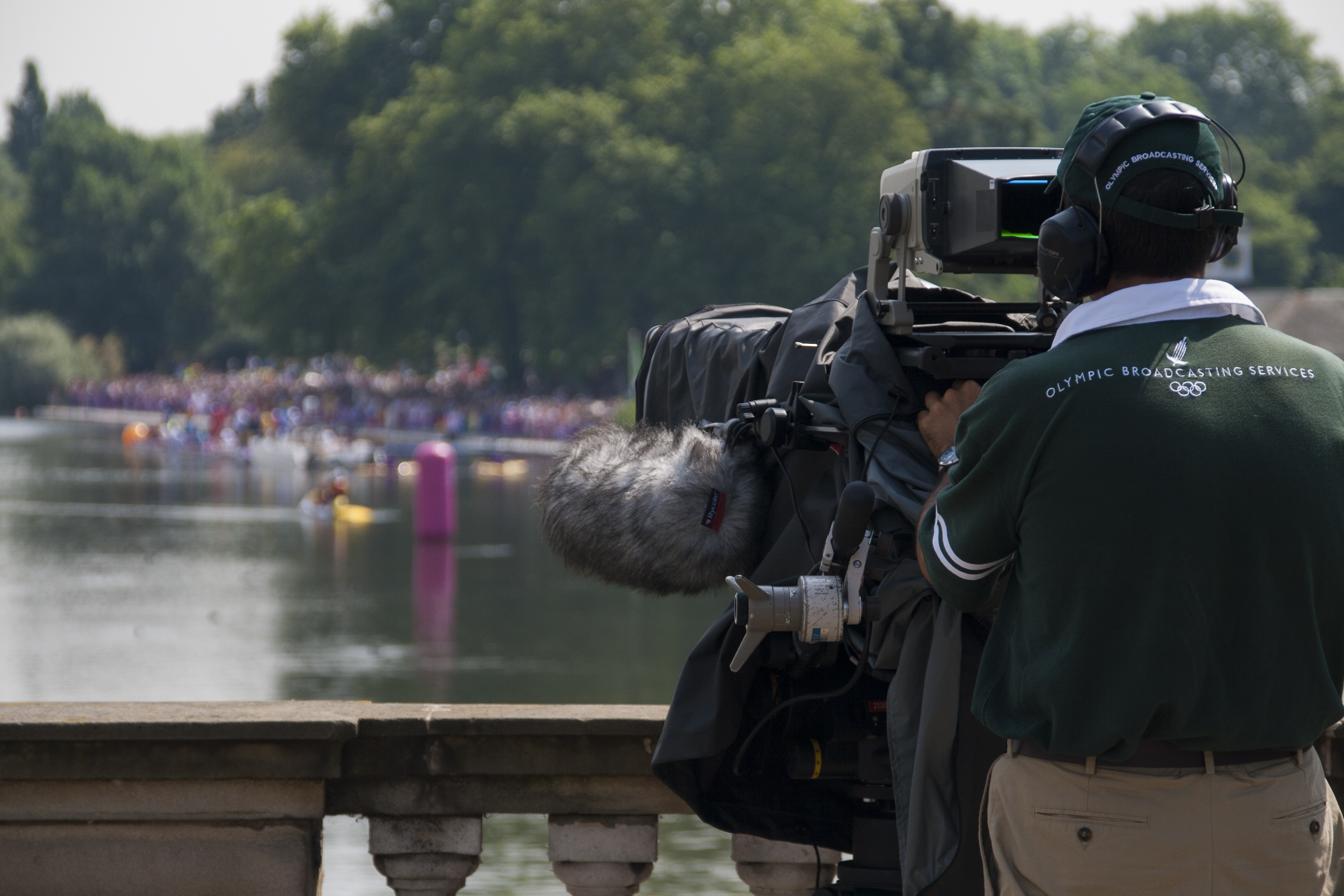
2012年ロンドン五輪の男子10キロマラソン水泳を撮影するオリンピック放送機構のカメラマン

スポーツ中継（スポーツちゅうけい）はスポーツ番組の一種である。日本語版のこの項目では日本の放送局で放送されるスポーツ中継を紹介する。

## ラジオ
- 野球（野球中継）
  - プロ野球 -TBSラジオ、ラジオ大阪、LuckyFM茨城放送を除くほとんどの民放AMラジオ局で日本野球機構（NPB）の試合を中継している。ナイター中継は水・木・金曜のナイター中継枠を編成する局が大半。月・火・土・日曜は一部を除きプロ野球球団の本拠地を拠点とするAMラジオ局のみになった。日本シリーズは中継する局が年々減少し、カードを問わず放送はニッポン放送、文化放送、東海ラジオ、MBSラジオで他は出場球団の本拠地を拠点とするAMラジオ局のみになった。NHKは土曜の一部の試合と日本シリーズを放送。ただし、オールスターゲームは放送せず、大相撲本場所開催週と8月（最終週は除く）も夏の特集番組や夏の高校野球中継の延長に対応するため放送されない。NACK5は日本の県域FM局で唯一、日曜の西武開催試合中継のレギュラー放送枠をもつ（但しセ・リーグ主催の交流戦は中継しない）。楽天野球団が運営するコミュニティ放送のRakuten. FM TOHOKUは楽天戦のうちセ・リーグ球団主催交流戦を除く全試合をオフチューブで中継している。
  - 高校野球 - 全国大会はNHKラジオ第1放送（春の選抜、夏の選手権両大会）、ABCラジオ（選手権大会）、MBSラジオ（選抜の決勝のみ）。2024年選手権大会は期間中限定でradikoに「オーディオ高校野球」を開局し朝日放送ラジオ制作で全試合完全生中継。
  - ワールド・ベースボール・クラシック - 2023年大会はニッポン放送で日本戦を中継[1]。
- サッカー
  - Jリーグ - 一部民放AM局が地元チームが主催しているごく一部の試合を中継する。NACK5やFM群馬など、FM局でも中継する場合がある。また、コミュニティFM局が所在地のクラブのホームゲームを放送。
  - 天皇杯 - 決勝戦をNHK第1放送が中継。準決勝を中継する場合もあり。
  - FIFAワールドカップ - 2018年大会は日本戦ではNHK第1放送、民放連加盟AM/FMラジオ全局（ラジオNIKKEI含む）で全都道府県をカバーするように中継を実施し、放送時間に応じて担当局を決めている。そのほかはNHK第1放送を中心とし、NHK-FMや民放基幹局で放送されることもある。2022年大会は日本戦と決勝戦をNHK第1放送で放送。
  - FIFA女子ワールドカップ - 2019年大会は日本戦及び準決勝・決勝戦をNHK第1放送、NHK-FMで中継。2023年大会は放送なし。
- ラグビー
  - 全国大学選手権 - 準決勝、決勝をNHK第1放送で放送。
  - ラグビーワールドカップ - 2019年大会はNHK第1放送、文化放送、ニッポン放送で日本戦や決勝戦を中心に放送。2023年大会はNHK第1放送のみ放送。
- バスケットボール - ニッポン放送、栃木放送、ラジオ沖縄などでBリーグの試合を中継している。
- マラソン・駅伝 - 箱根駅伝はNHK第1放送、文化放送、ラジオ日本が放送。文化放送は全国の民放AM局へネット。又、出雲大学駅伝、全国大学駅伝も文化放送が放送。実業団のニューイヤー駅伝はTBSラジオが放送。
- 相撲 - 大相撲本場所全日、NHK第1放送で幕内の取組を放送。
- 競馬 - ラジオNIKKEIが有名なほか、都市圏ではAMラジオ最低1局が必ず、中央競馬を主に生中継している。IBC岩手放送やラジオ大阪など、地方競馬を中継する局もある。なお海外の注目レースも、話題性がある時などは、スタッフが現地に出張し中継することがある。
- ボートレース - 文化放送をキーステーションとした全国ネットで生中継している。
- 競輪 - ラジオNIKKEIにてKEIRINグランプリ、ガールズグランプリを生中継している。
- オリンピック - 期間中は各種競技の試合を中継する場合がある。夏季大会はNHK第1放送・民放各局〈冬季長野大会も含む〉で、冬季大会はNHK第1放送のみの放送。

## テレビ

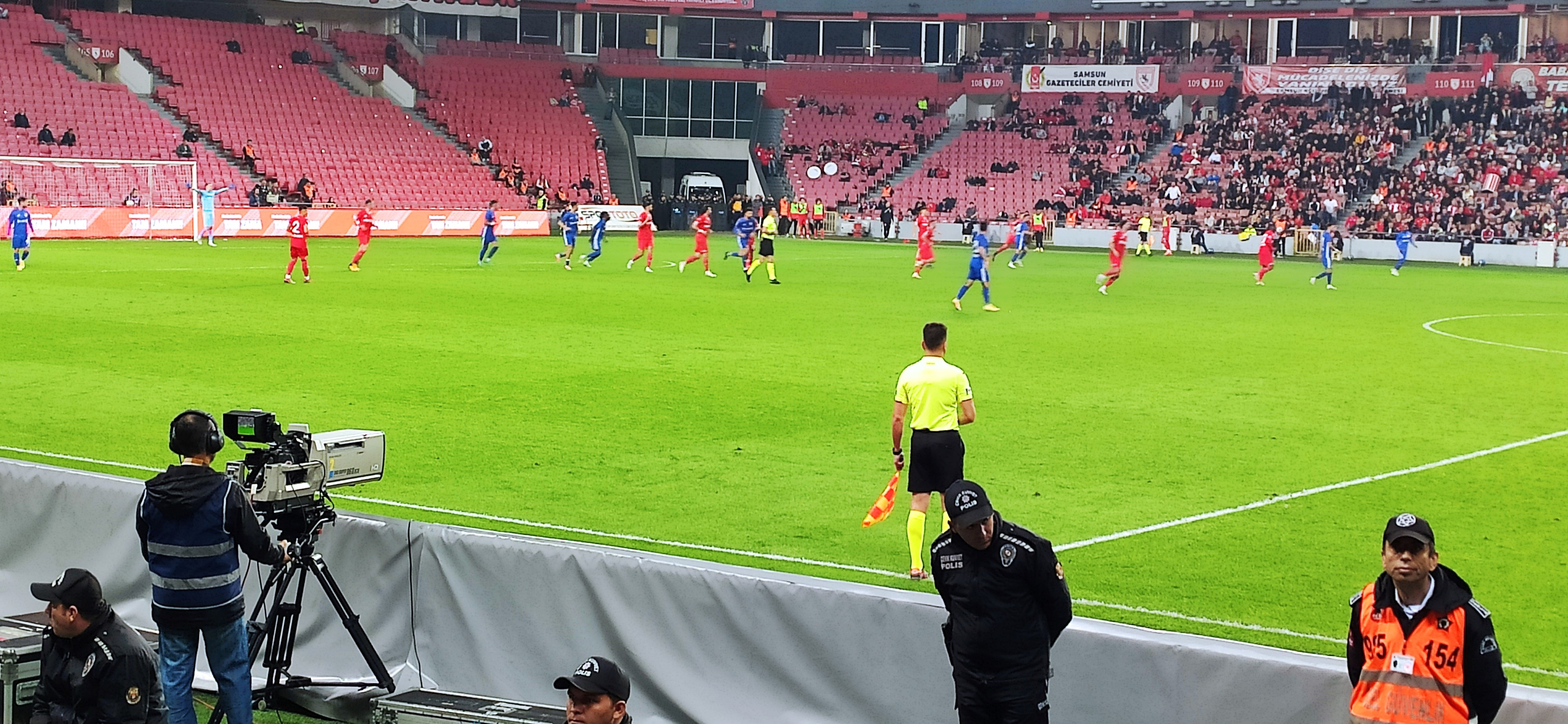
トルコのサッカーリーグ・TFF1.リグを撮影するカメラ

### NHKテレビ
- NHKテレビやNHKラジオ[2]で放送されるスポーツ中継番組にはNHK sportsのブランドが付けられている。総合・Eテレ・BSで国内外の様々なスポーツの試合が中継されており、人気プロスポーツからマイナースポーツまで年間7000時間を超える中継が行われている[3][4][5]。2025年度より地球上で開催されているすべてのスポーツ(五輪などを含む)をNHKで放送する際、番組の最初に必ずNHK SPORTSのアイキャッチが付くようになった。
- テーマソング：スポーツショー行進曲（古関裕而）[注 1]

#### 野球（NHK）
- 核となるのはメジャーリーグ中継とNHKプロ野球がある。
- 他には東京六大学野球[6] の早慶戦、全日本大学野球選手権大会・都市対抗野球大会決勝戦（BS1）・社会人野球日本選手権大会決勝戦、選抜高等学校野球大会・全国高等学校野球選手権大会も全試合生中継される。

#### サッカー（NHK）
- Jリーグ中継のほか、天皇杯（主にBS1、決勝は総合テレビで生放送）、皇后杯全日本女子サッカー選手権大会、プレミアリーグを生中継している。
- またFIFAワールドカップやオリンピックなどの国際大会も放送される。

#### 相撲（NHK）
- 大相撲は、本場所を総合テレビでは主に十両の途中から生中継し、衛星放送も行う。
- 場所中の深夜には、幕内の全取組を「大相撲・幕内の全取組」という番組でダイジェスト放送。
- アマチュア横綱を決める全日本相撲選手権大会も中継。

#### ゴルフ（NHK）
- 日本ゴルフツアー選手権・日本ゴルフ協会主催競技（日本オープン、日本女子オープン、日本シニアオープン）が生中継される。その他の国内ツアーのほとんどは録画中継。BS1のPGAツアー、およびTBS全米プロゴルフ選手権は（体裁は生中継としているが）ディレイ中継。テレビ朝日の全米オープン、全英オープン、TBSのマスターズは生中継（一部録画中継）。

#### その他のスポーツ（NHK）
- 中央競馬 - 日本ダービーを始めとするクラシックレースや天皇賞、有馬記念、NHKマイルカップ
- バスケットボール - Bリーグ中継（BSで全国放送に加え一部地域で適宜ローカル放送も）、Wリーグ（いずれもBS1）、天皇杯・皇后杯全日本バスケットボール選手権大会（教育・BS1）
- バレーボール - Vリーグ、天皇杯・皇后杯全日本バレーボール選手権大会（BS1）
- ハンドボール - 日本ハンドボール選手権大会（教育）
- ラグビー - 関東大学ラグビー対抗戦の早慶戦、早明戦、全国大学ラグビー、ジャパンラグビーリーグワン、日本選手権、ラグビーワールドカップ
- テニス - ウィンブルドン選手権、全日本選手権決勝戦
- フィギュアスケート - NHK杯
- アメリカンフットボール - 大学日本一決定戦の甲子園ボウル、日本一決定戦のライスボウルを放送する（いずれもBSのみ）
- ホッケー - 全日本ホッケー選手権大会
- アイスホッケー - 全日本アイスホッケー選手権大会、アジアリーグアイスホッケー（北海道のみ）
- ボウリング - NHK杯全日本選抜ボウリング選手権大会
- 陸上競技 - 日本陸上競技選手権大会、長野マラソン、全国都道府県対抗駅伝、全国高校駅伝、大阪マラソン、日本トライアスロン選手権
- 自転車競技 - ツール・ド・フランス、世界選手権自転車競技大会（いずれもBSでのダイジェスト）
- 卓球 - 全日本卓球選手権大会
- バドミントン - 全日本総合バドミントン選手権大会
- ボクシング - 全日本ボクシング選手権大会
- 武道 - 全日本空手道選手権大会（全日本空手道連盟主催）、全日本柔道選手権大会、全日本剣道選手権
- マインドスポーツ - NHK杯囲碁トーナメント、NHK杯将棋トーナメント（いずれも教育、原則録画）
- 国民体育大会 - 日本最大のスポーツの祭典である国体では主に開会式を生中継するほか、競技も教育テレビにて放送される。全国高等学校総合体育大会、全国中学校体育大会も放送。
- アジア競技大会 - アジア太平洋放送連合（ABU）に正会員として加盟しているため、TBSとともに中継している。

#### 海外放送
日本国外へはテレビ番組配信のNHKワールド・プレミアムで日本国内で行われるほとんどのスポーツ中継を原則として総合テレビ（プロ野球クライマックスシリーズや日本シリーズはBS1。その他、教育テレビで放送される一部の種目もある。）と同時放送（一部時差放送）を行っている。一方で、NHKワールド・ラジオ日本では放送権上の制約や電波運用面の都合上、スポーツ中継が放送されるのは大相撲中継とプロ野球ナイトゲーム（但し、放送されるのは19時台以降。）のみにとどまっている。2008年までは夏季の高校野球の決勝戦も放送していた。ただし、例外として2011年3月11日に発生した東日本大震災の関連ニュースで、当面の間緊急のニュースを迅速に伝える観点から国際放送独自編成の差し替えを一部時間帯を除いて行なわず、2011年春の選抜高校野球の中継をそのまま放送した事例がある。また、2008年の北京オリンピックと2010年のバンクーバーオリンピックでもラジオ第1放送と同時にそのまま放送した事例がある。

### 日本テレビ系列
- 主なテーマソング：スポーツ行進曲（黛敏郎）[注 1]

#### 日本テレビ
日本テレビは（読売新聞グループであることから）プロ野球の読売ジャイアンツ戦を始め、ゴルフでは民放では珍しい生中継となるワールドレディス、LPGAツアー選手権、日本シリーズを放送している。ボクシング中継のワールドプレミアムボクシングでは主にメインイベントを放送。またモータースポーツではロードレース世界選手権（MotoGP）を放送する。また、スーパーボウルの地上波における中継も担当。
サッカー中継は全国高校サッカー選手権、WEリーグ、AFCチャンピオンズリーグ、FIFAクラブワールドカップも放送。全日本大学女子駅伝対校選手権大会や正月の箱根駅伝中継もおなじみである。さらに全日本レスリング選手権大会、2006年からは読売新聞社杯全日本選抜競輪も中継している。また東京マラソンはフジテレビと隔年毎に中継を担当する。近年はラグビー日本代表戦中継にも力を入れ、ラグビーワールドカップの中継を2007年大会から放送し2022年からはジャパンラグビーリーグワンの中継も行っている。また、バスケットボール中継にも乗り出し、B.LEAGUE中継を2022年から、FIBAバスケットボール・ワールドカップの中継を2023年大会から行っている。加えて2022年のX Games Chiba 2022を皮切りにエクストリームスポーツ（主にスケートボード・BMX）を中継している。

#### 日本テレビ系列の地方局
日本テレビ系列の地方局では、全国高等学校サッカー選手権大会の地方大会を放送している地域もある。
また、読売テレビはかつてゴルフの全英への道 ミズノオープンを中継していた。

#### BS日テレ
BS日テレでの巨人戦は地上波で中継しない試合を中心に中継。近年は地上波よりも中継の比率が高まり、2023年にはビジター戦中継を含め67試合を中継した。公営競技では競輪中継を『KEIRIN LIVE〜夢見マクリ!S級新聞社』のタイトルで行っている。
ジャパンカップサイクルロードレースについては、BSフジ（2009年まで）・BSジャパン（2010年）を転々とした後、2011年よりこの局で行われている。
女子ボウリングのTVマッチを扱う「ボウリング革命 P★League」も人気が高まっており、他系列のバラエティ番組で企画が行われたほどである。

#### CS放送（日本テレビ系列）
日テレジータスでは、巨人戦ホームゲーム全試合完全中継。東京ドームでの試合の場合は試合前の練習中の模様も含めて中継する。また巨人戦イースタン・リーグ戦の模様も時折中継する。それ以外にNASCAR・スプリントカップシリーズ、コパ・スダメリカーナ、プロレス、Bリーグなどを放送している。MotoGPに関しては全クラスの決勝を完全中継し、NFLはポストシーズンの全試合を中継している。
日テレプラス ドラマ・アニメ・音楽ライブでは、AFCチャンピオンズリーグを中継していた。
日テレNEWS24では千葉ロッテマリーンズホームゲームの全試合を2018年シーズンから中継。また、編成の都合で日テレジータスで中継できない大会（主に予選）を中継している。

### テレビ朝日系列
- 主なテーマソング：スポーツマン（レイモンド服部） →テレビ朝日スポーツ・テーマ（いずみたく）→朝日に栄光あれ（神津善行）→熱き鼓動の果て（B'z）[注 1]

#### テレビ朝日
テレビ朝日では世界水泳選手権をはじめ、全日本大学駅伝対校選手権大会、新日本プロレス（ワールドプロレスリング）、世界体操競技選手権、世界バドミントン選手権大会、メジャーリーグベースボール、世界ラリー選手権を放送している。
2002年にはアジアサッカー連盟（AFC）から、AFCの主催するサッカーイベントに関する2008年までの独占放映権を取得（その後延長されている）。このため近年はゴールデンタイムでのサッカー中継が増加している。サッカー中継時のキャッチフレーズは「絶対に負けられない戦い」。
2005年頃から、フィギュアスケートのISUグランプリシリーズの中継も行うようになった。また、バスケットボール中継にも注力しており、ウィンターカップや、バスケットボール男子日本代表戦、FIBAバスケットボール・ワールドカップ（2023年大会から）中継を行っている。

#### 朝日放送テレビ
朝日放送テレビ（ABCテレビ）で代表的なのは毎年8月の全国高等学校野球選手権大会を放送しており、都道府県大会決勝のハイライトも放送している。他にも水曜と日曜を中心にプロ野球阪神タイガースのホームゲームを中継している（水曜ナイターはサンテレビとKBS京都とのリレー中継を実施している。KBS京都は編成の都合で放送しない場合あり、日曜ナイターやテレビ朝日でサッカー日本代表の中継が組まれたときは完全中継となる。）。その他、日本女子プロゴルフ選手権大会、マイナビABCチャンピオンシップゴルフトーナメントなどを放送している。

#### テレビ朝日系地方局
テレビ朝日系地方局では、全国高等学校野球選手権大会の地方大会を放送している地域もある。北海道テレビ放送（HTB）ではツール・ド・北海道、九州朝日放送（KBC）ではKBCオーガスタゴルフトーナメント、福岡国際マラソンをそれぞれ毎年中継している。

#### BS朝日
BS朝日の代表的なものとして全国高校野球選手権大会があり、4Kチャンネルで全試合完全生中継を実施している。また、ワールドプロレスリングは地上波より充実した内容となっている。

#### CS放送（テレビ朝日系列）
テレ朝チャンネルでは、新日本プロレス中継、ブラジルサッカーのカンピオナート・ブラジレイロ、ISUジュニアグランプリシリーズなどを放送。またバラエティの要素も含んだ釣り番組「ヒロシ釣り紀行」「本気釣り」も放送している。
朝日放送系のスカイ・Aでは、阪神タイガース中継や各種ゴルフ番組、サッカーのJリーグ、プロバスケットボールのBリーグ、キックボクシングのJ-NETWORK、RISE、プロボクシングなどを扱っている。

### TBS系列
- 殆どの番組は番組の最初に必ずアイキャッチが流され、同時にスポーツには世界を変える力がある S☆1[注 3] とコールされ、同局のスポーツニュース番組のS☆1のロゴが表示される。
- 主なテーマソング：コバルトの空（レイモンド服部）[注 1]

#### TBSテレビ
TBSテレビではゴルフのマスターズ・トーナメントの他、特に11月は4週連続ゴルフ中継があり、第1弾のLPGAジャパンクラシック、第2弾の三井住友VISA太平洋マスターズ、第3弾のダンロップフェニックストーナメント、第4弾のカシオワールドオープンゴルフトーナメントを中継。またバレーボール中継も多く、バレーボール世界選手権、バレーボールネーションズリーグを中継。他にも東レ パン・パシフィック・オープン・テニストーナメントも中継している。
1997年の世界陸上選手権放映権獲得以降から陸上競技には注力しており、ニューイヤー駅伝、クイーンズ駅伝、ゴールデングランプリ陸上、世界リレーなどを放送する。
また国内の民放で唯一、アジア太平洋放送連合（ABU）に正会員として加盟しているため、NHKとともにアジア競技大会を中継している。
また、TBSのスポーツバラエティである筋肉番付から生まれた「SASUKE」は近代五種で行われる競技のひとつとして2028年ロサンゼルスオリンピックに採用された。

#### 毎日放送
毎日放送（MBS）の代表的な番組として春の選抜高等学校野球大会及び冬の全国高等学校ラグビーフットボール大会がある。他にもゴルフのダンロップフェニックスオープンゴルフやバレーボールの黒鷲旗全日本男女選抜バレーボール大会、プロレス（DRAGON GATE）などがある。
プロ野球は阪神タイガース戦の中継もホーム・ビジター問わず自社制作で行なわれる。

#### BS-TBS
BS-TBSではプロ野球中継は横浜DeNAベイスターズ・中日ドラゴンズ・阪神タイガース・広島東洋カープ対読売ジャイアンツ戦を中心に生中継している他、MLBも中継。また、TBS・MBS以外の系列局制作のスポーツ中継も同時ネットもしくは録画ネットすることもあり、バレーボールネーションズリーグの地上波で中継しない試合もカバーしている。

#### CS放送（TBS系列）
TBSチャンネルでは、全日本高等学校女子サッカー選手権大会、プロボクシング、フィギュアスケートなどを放送、プロ野球の横浜DeNAベイスターズ主催試合を全試合完全中継を実施している。横浜戦が主なのは、TBSホールディングスが株主のため。
毎日放送系のGAORAでは、プロ野球の阪神タイガース・北海道日本ハムファイターズ中継を始めとして、バレーボールのプレミアリーグ、テニスのATPワールドツアー・WTAツアー、モータースポーツのインディカー・シリーズ（IRL）・世界ツーリングカー選手権（WTCC）・スーパー耐久、大学アメフト、プロレスでは全日本プロレス・DRAGON GATEなど、格闘技ではK-1などを扱う。

### テレビ東京系列
- 主なテーマソング：パープルページェントマーチ → Let's try "0012"（三枝成彰）

#### テレビ東京
テレビ東京ではネット局（TXNを参照）が少ないことや視聴率に関する制約が他局より低いという事情から、他局が取り上げないスポーツイベントを中継するケースが多く、ブーム前のサッカーや総合格闘技をいち早く中継するなどしていた。レギュラー番組としては『ウイニング競馬』や各種ゴルフ番組がある。
Jリーグ開幕前から日本サッカーリーグ中継や『三菱ダイヤモンド・サッカー』などのサッカー番組に力を入れており、1993年のいわゆるドーハの悲劇の際のテレビ中継も担当したが、現在はハイライト番組が殆どとなる。
2005年にはプロ野球・パ・リーグのプレーオフ・第2ステージ第4戦と第5戦を生中継。他局は「高視聴率が見込めない」との理由でプレーオフの生中継を見送ったため、第3戦までは地上波中継が行われなかったことなども重なり、同中継は高視聴率を獲得しただけでなく、同局に視聴者から感謝の電話が殺到するといった反響を呼んだ。また最近他の在京キー4局が巨人戦中継から撤退・縮小している中で逆に中継を増やしている。2003年以降ほぼ毎年日本シリーズの中継権を獲得しているほどである。2007年に至っては2試合中継され、第5戦は2003年以来2度目となる日本一決定試合となった。また、2023年にはエスコンフィールドHOKKAIDOの公式戦杮落とし戦を中継した。
近年では卓球中継にも力を入れており、世界卓球選手権やITTFワールドツアーなどを中継している
ボクシング中継も数をこなしており、2007年には「ボクシング・グランプリ2007」の中継も行っていた。競輪・競艇の主要レース中継もあり、最近は毎年4月に開催される東建ホームメイトカップ等といったゴルフ大会も、年間を通じて多くのゴルフ中継を行うようになっている。他にも2007年にそれまでの各種大会を統合した柔道グランドスラム・東京、2016年にはツール・ド・フランスさいたまクリテリウムも中継を行っている。

#### BSテレ東
BSテレ東では2010年よりゴルフのPGAグランドスラム、FISスノーボード世界選手権を放送。

### フジテレビ系列
- すぽると!開始以降、殆どの番組の最初に必ずアイキャッチが流され、同局の放送中のスポーツニュース番組のロゴが表示される。
- 主なテーマソング：ライツアウトマーチ（Lights Out March、アール・エレソン・マッコイ(Earl Elleson McCoy)） → フジテレビ・スポーツテーマ（新田一郎）→歓喜の舞台（関ジャニ∞）[注 6]

#### フジテレビ
レギュラー番組のみんなのKEIBA、ゴルフのフジサンケイクラシック、フジサンケイレディスクラシック、Jリーグカップの決勝戦、FIFA女子ワールドカップなどFIFA主催大会も放送される。プロ野球は前身が「サンケイアトムズ」だった東京ヤクルト戦中心に中継。バレーボール中継は長年注力している（フジテレビバレーボール中継）。フィギュア・スピードスケートの全日本選手権・世界選手権、出雲全日本大学選抜駅伝競走、東京マラソン（日本テレビと1年おきに中継を担当）も放送する。
1990年代後半のK-1の中継開始以降は格闘技関連に力を入れており、現在でも世界柔道、プロボクシング（ダイヤモンドグローブ）、日本大相撲トーナメントなどを放送している。

#### 関西テレビ
関西テレビではレギュラー番組のKEIBA BEATやプロ野球阪神タイガース戦、オリックス・バファローズ戦中継を行う「プロ野球中継○○（西暦年）」、大阪国際女子マラソン、ダイヤモンドカップゴルフなどを放送する。

#### BSフジ
BSフジではMLBを適宜中継。モータースポーツではフォーミュラ・ニッポン、D1グランプリ、フォーミュラEを放送。2011年からは『BOAT RACEライブ 〜勝利へのターン〜』の番組名で競艇中継のレギュラー枠が設けられた。

#### CS放送（フジテレビ系）
フジテレビワンツーネクストでは、F1グランプリについては金曜日のフリー走行から日曜の決勝まで完全生中継する。プロ野球では東京ヤクルトスワローズ、埼玉西武ライオンズ戦のホームゲームを全試合放送。サッカーではJリーグカップの試合に加え、オランダのサッカーリーグ・エールディヴィジ、FIFA U-20ワールドカップ、FIFA U-17ワールドカップなどを放送する。それ以外にGP2中継やSV.LEAGUE中継なども行っている。

### 5系列を除くBS・CS放送

#### WOWOW
WOWOWは有料放送であることから、コアなファンが多いスポーツコンテンツや海外スポーツを中継する傾向にある。
開局以来続く「エキサイトマッチ〜世界プロボクシング」は、海外のビッグマッチをセレクトして放送。テニスの4大大会やATPツアーも人気が高い。それ以外にもUEFAチャンピオンズリーグ、NBA、女子ゴルフのLPGAツアー、ラグビーのシックス・ネイションズ、フランスリーグも中継。
ジャパンコンソーシアムに加盟しており、FIFAワールドカップの放送実績もある。W杯については当初は有料放送を行なっていたが、FIFAが定める放映権で有料での放送・配信を認めていないため、それに倣い試合中継のみノンスクランブル（無料放送）とした。

#### BS11
BS11ではBSイレブン競馬中継が軸となる。加えてオートレースや親会社ビックカメラも参加する日本女子ソフトボールリーグ、プロレス(スターダム)も中継。また、年代別野球日本代表の試合も中継。

#### BS12 トゥエルビ
BS12 トゥエルビでは千葉ロッテマリーンズ戦中継が軸としてパシフィック・リーグの試合を年間50試合以上中継。その他Bリーグ、全米女子プロゴルフ協会（LPGA）ツアーや、2輪の全日本ロードレース選手権・全日本モトクロス選手権、FIM世界耐久選手権などを中継している。

#### JCOM BS
JCOM BS（2025年7月1日に『BS松竹東急』から変更）は全米オープンゴルフ、全米女子オープンゴルフ中継をテレビ中継のスポンサーである東急の繋がりでテレビ朝日から譲受されるかたちで権利を持っており、それらの附属大会における放映権も新たに獲得した。これ以外にもオリックス・バファローズ主催戦を年間十数試合中継する他、全日本学生ハンドボール選手権大会などを中継する。

#### BSよしもと
BSよしもとは福岡ソフトバンクホークス主催戦が軸となる。実況と解説（吉本所属の元プロ野球選手が主）に加え、プロ野球好きなよしもと芸人（主に博多華丸・大吉などのソフトバンクファン）をゲストとしている。それ以外にもNJKFやゴルフ、吉本興業か関与しているスポーツ大会などが中継されている。

#### BS10
BS10ではPGAツアー中継を軸としている。NHK BS1からの放映権移譲であり、それに伴い、PGAツアーそのものにジャパネットたかたや通販事業で関わりの深いダンロップがスポンサーに加えられている。
運営しているジャパネットブロードキャスティング自体がジャパネットホールディングスを親会社としている事情もあり、兄弟会社が運営するV・ファーレン長崎 や長崎ヴェルカが出場・主催する極一部の試合を主に中継している。プロ野球中継も散発的ながら実施実績がある。

#### その他の専門チャンネル
地上波テレビ局の資本系列に属しない、BS・CS放送の独立系チャンネルでスポーツ中継を扱うチャンネルとしては、2012年5月現在以下のチャンネルが存在する（[B]はBS放送も行っているチャンネル）。
- J SPORTS（総合スポーツチャンネル）[B]
- スポーツライブ+（同上）
- 刺激ストロングチャンネル（サッカー・ポルトガルプロサッカーリーグ）
- ゴルフネットワーク（ゴルフ）
- FIGHTING TV サムライ（格闘技）
- グリーンチャンネル（中央競馬）[B]
- 南関東地方競馬チャンネル（地方競馬）
- SPEEDチャンネル（競輪）
- 日本レジャーチャンネル（競艇）

この他PPV方式を主とするスカチャンにもスポーツ専門チャンネルが存在する。
携帯端末向けマルチメディア放送では、2012年4月に開局し2016年6月に閉局したNOTTVにおいて、NOTTV 1にプロ野球中継枠が、NOTTV 2にJリーグ中継枠がそれぞれ設けられていた。

### 備考（テレビ）
- 地上波のスポーツ中継において、開催された大会（国内ゴルフ・マラソン・駅伝・バレーボール・水泳・ボクシングなど）の中継映像は他局の当日や翌日のスポーツニュースでも二次使用されている。一方、衛星放送で中継された大会（欧州サッカー・ゴルフの全米ツアー・自転車ロードレース・ラグビー・テニスなど）の映像は、映像協力のテロップを付けた上で二次使用されていることが多い。
- ゴルフ以外は原則として生放送で行うが、編成の都合で生中継のない地域が起こる場合や、海外スポーツで日本時間の深夜～早朝にかけて試合が行われる場合、録画放送で実施されることもある。
- プロ野球やJリーグなどでは、全国ネットの対戦カードを地元もしくは近隣のチームのカードに差し替えて放送する例もある。
- マラソンや駅伝といったロードレース中継は非常に大掛かりのため、製作費が非常に高く、ローカル局が制作する大会を中心にキー局や近隣の系列局にも応援を出すことも珍しくない。基幹局であっても、毎日放送などのようにロードレース中継だけ消極的な姿勢を採っていることもある[注 9]。
- 一般的に地方大会と全国大会で構成されているスポーツ大会の地方大会中継に関しては、系列局は製作協力の体制を敷くのが一般的だが、全国高等学校サッカー選手権大会に関しては例外で、製作委員会方式を採用している。プロジェクト名は「民間放送43社」[注 10] で、その性質上、クレジットタイトルやTVerの製作局の部分に関しては、放送局の名称ではなく、製作委員会のプロジェクト名を必ず用いられ、OTTサービスのTVerに関しては、どの系列かを指定しないと配信できない都合上、この大会の映像は全ての試合で幹事局である日本テレビ系列の番組としての扱いを受けている。

## インターネット配信
インターネットを使用した動画配信（ビデオ・オン・デマンド）におけるスポーツ中継も実施されており、以下の主要配信サービスでも配信されている。
- Amazon Prime Video - プロボクシング（Prime Video Boxing）、野球（侍ジャパン）[42][43]、サッカー（コパ・アメリカブラジル・アルゼンチン）
- Rakuten TV - パ・リーグ、NBA、ヴィッセル神戸（親善試合のみ）他[44]
- ABEMA - 大相撲、サッカー（FIFAワールドカップ、EURO、ブンデスリーガ）、野球（メジャーリーグ、東京六大学）、ゴルフ（ABEMAツアー、OKトーナメント、全米プロゴルフ選手権）、スーパーフォーミュラ、プロレス（新日本、NOAH）、プロボクシング（3150 FIGHT、DANGAN、LIFETIME BOXING FIGHTSなど）、格闘技（K-1、RISE、RIZIN、プロフェッショナル修斗など）、公営競技（競輪、オートレース、ボートレース）他[45][46][47]
- Hulu - プロ野球（読売ジャイアンツ戦）、ジャパンラグビーリーグワン、MotoGP他[48][49]
- Lemino - ジャパンラグビーリーグワン、プロボクシング（Lemino BOXING）、Jリーグ（J3、JリーグYBCルヴァンカップ）[50]
- FOD - プロ野球（東京ヤクルトスワローズ戦）、サッカー（JリーグYBCルヴァンカップ、エールディヴィジ）、プロボクシング（FUJI BOXING）、フィギュアスケート他[51][52]
- U-NEXT - 格闘技（パンクラス、DEEP、RIZIN、UFC、Bellator、ONE、GLORY）、サッカー（プレミアリーグ、ラ・リーガ）、ゴルフ（JLPGAツアー、マスターズ、PGAツアーなど）、プロボクシング（ダイナミックグローブなど）、プロ野球（横浜DeNAベイスターズ戦）、卓球（Tリーグなど）、Bリーグ、他[53][54][55][56]

また、スポーツ専門のサービスとして以下が存在する。
- DAZN - サッカー（Jリーグ、WEリーグ、ラ・リーガ、セリエA、リーグ・アン、プロ・リーグ、AFC主催大会など）、プロ野球（広島東洋カープ主催除く）、WTAツアー、バスケットボール（FIBA主催大会）、インディアン・プレミアリーグ、ゴルフ（JLPGAツアー、ヨーロピアンツアー、USGA主催大会、PGA主催大会）、NFL、モータースポーツ（F1など）、プロボクシング（マッチルーム、ゴールデンボーイなど）、東京シティ競馬他[57]
- J SPORTSオンデマンド - 基本的には衛星放送のJ SPORTSと同じだが、一部配信権が異なる。
- イージースポーツ - プロ野球二軍（巨人・日本ハム・広島各主催除く）、Fリーグ他[58]
- SPOTV NOW - メジャーリーグ、スコティッシュ・プレミアリーグ他[59]
- 応援.TV - ルートインBCリーグ、陸上競技他[60]
- rtv - アメリカンフットボール（Xリーグ、関西学生リーグ）、フラッグフットボール[61]、ラクロス[62]

さらに、各競技専門や競技団体運営の配信サービスも多数存在しており、中にはYouTubeやニコニコ生放送などのライブストリーミングを利用するケースも存在する。